# Parafia św. Katarzyny i św. Jana Apostoła w Seceminie
Parafia Świętej Katarzyny i Świętego Jana Apostoła – parafia rzymskokatolicka w Seceminie (diecezja kielecka, dekanat koniecpolski). Parafia została erygowana w 1402, obecnie mieści się przy ulicy Kościelnej. Duszpasterstwo w niej prowadzą księża diecezjalni. 